# Pascal Casanova
Pour les articles homonymes, voir Casanova (homonymie).
Ne doit pas être confondu avec la chercheuse et critique littéraire Pascale Casanova.
Pascal Casanova est un acteur français.
Pratiquant le doublage, il est notamment l'une des voix de Danny McBride et une voix régulière de l'animation,.

## Biographie
Ancien élève de la Classe Libre de l'École Florent, Pascal Casanova joue au théâtre la pièce L'Épreuve de Marivaux en 1989 (mise en scène par Sandrine Kiberlain), Le Procès de Kafka (mise en scène par Jean-Pierre Garnier), Vol brisé d'après Antoine de Saint-Exupéry, Les Amours de Jacques Le Fataliste d'après Denis Diderot.
De 1990 à 2000, il est membre de la Compagnie Francis Huster et joue entre autres dans Lorenzaccio de Musset, La guerre de Troie n'aura pas lieu de Giraudoux, La Peste d'après Camus et Cyrano de Bergerac d'Edmond Rostand.
Par ailleurs, de 1990 à 1993, il enseigne le théâtre à l'Université Paris-Tolbiac et, en 1994, à l'IUT de Communication de Tours.
Il est aussi présent au cinéma ou à la télévision avec J'attendrai le suivant de Philippe Orreindy (2004, court métrage nommé aux Oscars), La France d'en dessous (2004, Canal+), La France sens dessus dessous (2005, Canal+), Le Faux Débat (2006, Canal+), La Surprise d'Alain Tasma (2007), Râ de Julien Sibre (2007 - 1er prix canon au festival de Cannes).
D'octobre 2010 à 2011, il a joué dans Le Repas des fauves, mis en scène par Julien Sibre et repris au Théâtre Michel de septembre 2012 à avril 2013.
Il travaille également dans le doublage français de films, de séries télévisées et prête sa voix au sein de l'animation comme Raoh dans le film Hokuto no Ken 1 : L'Ère de Raoh, Babar dans la série Babar : Les Aventures de Badou, Miguel dans les films Les As de la Jungle ou le capitaine Gutt dans le film L'Âge de glace 4.

## Théâtre
- 1989 : L'Épreuve de Marivaux, mise en scène par Sandrine Kiberlain
- 1990-2000 : Membre de la Cie Francis Huster : Lorenzaccio, La guerre de Troie n'aura pas lieu, La Peste (assistant mise en scène), Cyrano de Bergerac
- 1990 : Le Procès de Kafka, mise en scène par Jean-Pierre Garnier
- 1991 : Vol brisé d'après Antoine de Saint-Exupéry
- 1992 : Les Amours de Jacques Le Fataliste d'après Denis Diderot
- 2008 : Quelqu’un pour veiller sur moi de Frank McGuinness, mise en scène par Sophie Lorotte, Théâtre Mouffetard
- 2010-2013 : Le Repas des fauves d'après Vahé Katcha, mise en scène par Julien Sibre, Théâtre Michel, également en tournée (Molière du metteur en scène, Molière de l'adaptateur, Molière du théâtre privé)
- 2013-2014 : Mais n'te promène donc pas toute nue ! de Georges Feydeau, mise en scène par Xavier Viton

## Filmographie
Source : Unifrance, Allociné et Agence Artistique

### Cinéma
- 2004 : J'attendrai le suivant de Philippe Orreindy
- 2006 : La Surprise d'Alain Tasma
- 2007 : Râ de Julien Sibre : le suicidaire
- 2014 : L'Affaire SK1 de Frédéric Tellier : le juge Thiel
- 2016 : L'Outsider de Christophe Barratier
- 2017 : Rodin de Jacques Doillon : Ambroise Vollard

### Télévision
- 2004 : La France s'en dessus dessous de lui-même
- 2004 : La France d'en dessous de lui-même
- 2006 : Le Faux Débat de lui-même
- 2011-2012 : Un village français : Morel
- 2013 : Résistance : le commissaire (mini-série)
- 2014 : Section de recherches : François Davilla (épisode Copycat)
- 2015 : Alex Hugo : Nicolas Lauzier (épisode La Dame Blanche)
- 2017 : Demain nous appartient : Roch Moréno[9]
- 2017 : Les Secrets, mini-série réalisée par Christophe Lamotte : René
- 2018 : L'Art du crime : Gustave Courbet (épisode Un homme blessé)
- 2020 : Le Mensonge : Bernard
- 2021 : Tandem : Georges Coteau (épisode Secrets sur les docks)
- 2021 : Le Code : président Toumou
- 2022 : Candice Renoir : Jean-Michel

## Doublage

### Cinéma

#### Films
- Brendan Coyle dans : 
  - Christina Noble (2014) : Gerry Shaw
  - Downton Abbey (2019) : John Bates
  - Downton Abbey 2 : Une nouvelle ère (2022) : John Bates

- Mark Boone Junior dans :
  - Memento (2000) : Burke
  - 2 Fast 2 Furious (2003) : l'inspecteur Whitworth

- Donal Logue dans :
  - Et si c'était vrai… (2005) : Jack Houriskey
  - Le Prestige (2005) : le gardien Sullen

- Peter Dinklage dans :
  - Le Monde de Narnia : Le Prince Caspian (2008) : le nain Trompillon
  - Avengers: Infinity War (2018) : le nain Eitri

- Danny McBride dans : 
  - Alien: Covenant (2017) : Tennessee
  - The Disaster Artist (2017) : Danny McBride (caméo)

- Ernani Moraes (pt) dans :
  - Ricos de Amor (pt) (2020) : Teodoro Trancoso
  - Ricos de Amor 2 (pt) (2023) : Teodoro Trancoso

- Michael Rooker dans :
  - Fast and Furious 9 (2021) : Buddy
  - Gangsters par alliance (2023) : Roger Oldham

- 1974[10] : La Tour infernale : le premier-maître Flaker (Norman Grabowski)
- 1994 : Forrest Gump : voix additionnelle
- 1999 : La Carte du cœur : Roger (Anthony Edwards)
- 2000 : Snatch : Tu braques ou tu raques : Rosebud (Sam Douglas)
- 2000 : Fous d'Irène : Casper / Blanche-Neige (Michael Bowman)
- 2000 : Scary Movie : Kenny (Dan Joffre)
- 2002 : 28 jours plus tard : sergent Farrell (Stuart McQuarrie)
- 2002 : Dragon rouge : Freddy Lounds (Philip Seymour Hoffman)
- 2002 : Stuart Little 2 : l'entraîneur (Jim Doughan)
- 2002 : Mari Iyagi : le père de Junho (Jang Hang-sun)
- 2002 : Narc : le capitaine Cheevers (Chi McBride)
- 2002 : Le Nouveau : Billy Rae (Conrad Good)
- 2002 : Scooby-Doo : Zarcos (Sam Greco)
- 2008 : 8 Mile : Manny (Paul Bates)
- 2003 : Biker Boyz : Wood (Larenz Tate)
- 2003 : Open Range : Mose Harrison (Abraham Benrubi)
- 2003 : Big Fish : Don Price, entre 18 et 22 ans (David Denman)
- 2003 : SWAT : Unité d'élite : Michael Boxer (Brian Van Holt)
- 2003 : Love Actually : Cabinet Ministre (Gillian Barge)
- 2003 : Les Looney Tunes passent à l'action : Bébé ours [Qui ?] (voix)
- 2004 : Starship Troopers 2 : le soldat Kipper Tor (Drew Powell)
- 2004 : Amour et Amnésie : Nick (Pomaika'i Brown)
- 2004 : Blade: Trinity : Hedges (Scott Heindl)
- 2004 : Ray : Fathead Newman (Bokeem Woodbine)
- 2004 : Garfield : l'agent Hopkins (Michael Monks)
- 2004 : Fenêtre secrète : ? (?)
- 2005 : 7 Secondes : Franck « Bull » Mircea (Andrei Ionescu)
- 2006 : Les Fils de l'homme : ? (?)
- 2007 : Redacted : Le soldat B.B. Rush (Daniel Stewart Sherman)
- 2008 : Iron Man : William Ginter Riva (Peter Billingsley)
- 2008 : Trafic mortel : Karp (Scott Adkins)
- 2008 : Maxi papa : Clarence Monroe (Jamal Duff)
- 2008 : The Dark Knight : Brian Douglas (Andy Luther)
- 2009 : Halloween 2 : Sherman Benny (Duane Whitaker)
- 2010 : The Killer Inside Me : Elmer Conway (Jay R. Ferguson)
- 2011 : Numéro Quatre : le shérif James (Jeff Hochendoner)
- 2011 : Run or Die : Capitaine Edwards (William Forsythe)
- 2012 : Le Hobbit : Un voyage inattendu : Bert le Troll (Mark Hadlow)
- 2013 : Enemies Closer : Saul (Zachary Baharov)
- 2014 : Game of Fear : le juge G. Mckenna (John B. Lowe)
- 2015 : Gridlocked : Marty (Saul Rubinek)
- 2015 : Room : Robert Newsome (William H. Macy)
- 2015 : Seul contre tous : Mike Webster (David Morse)
- 2016 : Le Fondateur : Maurice « Mac » McDonald (John Carroll Lynch)
- 2016 : Les Animaux fantastiques : Gnarlak (Ron Perlman)
- 2017 : The Birth of a Nation : Joseph Randall (Jason Stuart)
- 2017 : A Cure for Life : Hank Green (David Bishins)
- 2017 : Un Noël à El Camino (en) : Larry Michael Roth (Tim Allen)
- 2017 : Papillon : Celier (Roland Møller)
- 2017 : Handsome : Une comédie policière Netflix : Gene Handsome (Jeff Garlin)
- 2018 : Guardians of the Tomb : Gary (Shane Jacobson)
- 2018 : Outlaw King : Le Roi hors-la-loi : William Lamberton (Paul Blair)
- 2018 : Mariage à Long Island : voix additionnelles
- 2018 : Bird Box : l'homme de la rivière (Happy Anderson)
- 2018[11] : Monster : l'inspecteur Karyl (Jonny Coyne)
- 2018 : Gloria Bell : Arnold (John Turturro)
- 2019 : Captain Marvel : Bron-Char (Rune Temte)
- 2019 : Ça : Chapitre 2 : Henry Bowers (Teach Grant)
- 2019 : Joker : Randall (Glenn Fleshler (en))
- 2019 : Eli : Paul (Max Martini)
- 2019 : La Morsure du crotale : Earl (William Sterchi)
- 2019 : La Belle et le Clochard : Bull (Benedict Wong) (voix)
- 2019 : The Irishman : ? (?)
- 2019 : Sang froid : White Bull Legrew (Tom Jackson)
- 2019 : Obsession secrète : le capitaine Fitzpatrick (Michael Patrick McGill)
- 2020 : L'Incroyable histoire de l'Île de la Rose : Ulisse Rosa (Andrea Pennacchi)
- 2020 : Nobody Sleeps in the Woods Tonight: Partie 1 : le facteur (Mirosław Zbrojewicz)
- 2021 : L'ultimo Paradiso : Cumpà Schettino (Antonio Gerardi)
- 2021 : Tom et Jerry : Butch (Nick « Nicky Jam » Rivera Caminero) (voix)
- 2021 : La Femme à la fenêtre : Dr Carl Landy (Tracy Letts)
- 2021 : La Protégée : ? (?)
- 2022 : L'École du bien et du mal : Yuba (Peter Serafinowicz)
- 2022 : 13 exorcismes : Tomás Villegas (Urko Olazabal)
- 2023 : L'Étrangleur de Boston : l'inspecteur Linski (James Ciccone (en))
- 2023 : Un jour et demi : Stefan (Bengt C.W. Carlsson)
- 2023 : Robots : ? (?)
- 2023 : The Marvels : Dr Hank McCoy / le Fauve (univers alternatif) (Kelsey Grammer) (caméo, scène inter-générique)
- 2024 : En plein vol : Arthur Tigue (Jess Liaudin) et Donal (Paul Anderson)
- 2024 : L'Amour au pied du mur (es) : Sebas (Paco Tous)
- 2024 : Golden Kamui : Takechiyo Gotō (Makita Sports)
- 2024 : Horizon : Une saga américaine, chapitre 1 : Desmarais (Angus Macfadyen)

#### Films d'animation
- 2001 : Monstres et Cie : le responsable d'étage
- 2002 : Spirit, l'étalon des plaines : Jake
- 2003 : Sinbad : La Légende des sept mers : Jed
- 2004 : Shrek 2 : le cyclope
- 2004 : Bob l'éponge, le film : Dennis
- 2005 : Robots : voix additionnelles
- 2005 : Tom et Jerry : La Course de l'année : Dave
- 2006 : Souris City : Blanco
- 2006 : Happy Feet : Nev
- 2007 : Les Trois Brigands : Filou
- 2007 : Les Rois de la glisse : Glen Maverick
- 2008 : Sacrés Rongeurs ! (en) : Roderick
- 2008 : Hokuto no Ken 1 : L'Ère de Raoh : Raoh
- 2008 : Horton : Vlad
- 2008 : Niko, le petit renne : Smily
- 2011 : L'Ours Montagne : le chasseur
- 2011 : Les As de la jungle : Opération banquise : Miguel (création de voix)
- 2012 : L'Âge de glace 4 : le capitaine Gutt[n 1] (voix parlée uniquement)
- 2012 : Rebelle : le seigneur Dingwall
- 2013 : Planes : Leadbottom
- 2013 : La Reine des neiges : le troll aux colliers de pierres bleues (voix parlée uniquement)
- 2014 : Planes 2 : Leadbottom
- 2015 : Vice-versa : l'ours livreur de pizza du rêve de Riley
- 2015 : Les Moomins sur la Riviera : Pappa
- 2016 : Zootopie : Stuart Hopps
- 2016 : Ozzy, la grande évasion : Grunt
- 2017 : Les As de la jungle : Miguel (création de voix)
- 2019 : Toy Story 4 : Fanfan l'éléphant
- 2020 : Phinéas et Ferb, le film : Candice face à l'univers : Norm
- 2020 : Calamity, une enfance de Martha Jane Cannary : le shérif (création de voix)
- 2021 : Riverdance : L'Aventure animée (en) : voix additionnelles
- 2022 : La Nuit au musée : Le Retour de Kahmunrah : Laaa
- 2022 : Catwoman: Hunted : Solomon Grundy
- 2023 : Pattie et la Colère de Poséidon : Krados
- 2023 : Les As de la jungle 2 : Opération tour du monde : Miguel (création de voix)
- 2024 : La Nuit d'Orion : voix additionnelles
- 2024 : Kung Fu Panda 4 : l'ours mafieux[n 2]
- 2024 : Thelma la licorne : voix additionnelles
- 2024 : Le Seigneur des Anneaux : La Guerre des Rohirrim : Freca[n 3]

### Télévision

#### Téléfilms
- 2007 : Maléfiques : l'inspecteur Gamble (Hugh Dillon)
- 2008 : Tout pour la vérité : le sergent Devlin (Stephen Dimopoulos)
- 2009 : Diamonds : Franklin Moore (Michael Dube)
- 2011 : L'Amour à la une : Craig (Mike Pniewski)
- 2013 : Clear History : Frank (Danny McBride)
- 2017 : Noël avec ma fille : Pete (Alistair Abell (en))
- 2017 : Un Noël traditionnel : Hal (Alvin Sanders)

#### Téléfilms d'animation
- 2011 : Les As de la jungle : Opération banquise : Miguel
- 2014 : Les As de la jungle : Le Trésor du vieux Jim : Miguel

#### Séries télévisées
- Saul Rubinek dans :
  - Leverage (2008 / 2011) : Victor Dubenich (saison 1, épisode 1 puis saison 4, épisodes 17 et 18)
  - Warehouse 13 (2009-2015) : Arthur « Artie » Nielsen (64 épisodes)
  - Billions (2019-2020) : Hap Halloran (3 épisodes)

- Danny McBride dans :
  - Kenny Powers (2009-2013) : Kenny Powers (29 épisodes)
  - Vice Principals (2016-2017) : Neal Gamby (18 épisodes)
  - The Righteous Gemstones (depuis 2019) : Jesse Gemstone

- Brendan Coyle dans :
  - Downton Abbey (2010-2015) : John Bates (52 épisodes)
  - Spotless (2015) : Nelson Clay (10 épisodes)
  - Toxic Town (2025) : Roy Thomas (mini-série)

- Jonny Coyne dans :
  - Alcatraz (2012) : le directeur Edwin James (13 épisodes)
  - Gotham (2015) : Clyde Destro (saison 1, épisode 17)
  - Blacklist (2017-2018) : Ian Garvey (saison 5)

- Domenick Lombardozzi dans :
  - Sur écoute (2002-2008) : l'inspecteur Thomas « Herc » Hauk (en) (60 épisodes)
  - Rosewood (2015-2017) : le capitaine Ira Hornstock (43 épisodes)

- Silas Weir Mitchell dans :
  - Boomtown (2002) : Erik Sorenson (saison 1, épisode 10)
  - Cold Case : Affaires classées (2003 / 2005) : James Hogan (saison 1, épisode 9 et saison 2, épisode 20)

- Drew Powell dans :
  - FBI : Portés disparus (2007) : le garde de sécurité (saison 6, épisode 5)
  - Psych : Enquêteur malgré lui (2009) : le footballeur américain (saison 3, épisode 13)

- Brian Keane dans :
  - Lights Out (en) (2011) : le père Moran (4 épisodes)
  - House of Cards (2018) : Ray Meyers (saison 6)

- Victor Williams dans :
  - NYC 22 (2012) : le sergent Michael Conrad (6 épisodes)
  - The Sinner (2018) : Hutchinson (saison 2)

- Michael Chernus dans :
  - Severance (depuis 2022) : Ricken Hale
  - Faux-semblants (2023) : Tom (mini-série)

- 2001-2002 : Malcolm : Artie (John Ennis)
- 2002-2015 : Les Experts : Albert Robbins (Robert David Hall)
- 2002-2004 : Jeremiah : Kurdy (Malcolm-Jamal Warner)
- 2005-2006 : Prison Break : Daniel Hale (Danny McCarthy)
- 2005 : Deadwood : William Bullock (Josh Eriksson)
- 2005-2009 : Stargate Atlantis : Ronon Dex (Jason Momoa)
- 2005 : ShakespeaRe-Told (en) : Maurice (Richard Ridings) (mini-série)
- 2005-2008 : Matrioshki : Le Trafic de la honte : Jan Verplancke (Axel Daeseleire)
- 2005 : Wallander : enquêtes criminelles : Nyberg (Mats Bergman)
- 2006 : Lucky Louie : Mike (Michael G. Hagerty)
- 2006 : Angela's Eyes : Leo Jenkins (Lyriq Bent)
- 2007 : The Nine : 52 heures en enfer : Randall Reese (Jeffrey Pierce)
- 2007 : John from Cincinnati : Steady Freddie Lopez (Dayton Callie)
- 2007-2013 : Heartland : Scott Cardinal (Nathaniel Arcand)
- 2007 : K-Ville : Sonny Gossett (Omar Dorsey)
- 2007-2009 : Retour à Lincoln Heights : Eddie Sutton (Russell Hornsby)
- 2008-2010 : Romanzo criminale : Ruggero Buffoni (Edoardo Pesce)
- 2008 : Ghost Whisperer : Alexander (Alexander Folk) (saison 3, épisode 16)
- 2008-2012 : Chuck : Michael « Big Mike »  Tucker (Mark Christopher Lawrence) (2e voix, saisons 2 à 5)
- 2009 : Leverage : Bradford Culpepper (Richard Kind) (saison 2, épisodes 14 et 15)
- 2009 : Lie to Me : l’officier Barnes (Michael Patrick McGill) (saison 2, épisode 4)
- 2009-2016 : L'Aigle rouge : Saturno « Satur » García (Javier Gutiérrez) (104 épisodes)
- 2010 : Parents par accident : Dr Roland (Larry Wilmore)
- 2010 : Sons of Anarchy : Flester (Ray Porter) (saison 3, épisode 4)
- 2011 : Shattered : Terry Rhodes (Martin Cummins)
- 2013 : Atlantis : Hercule (Mark Addy)
- 2014 : Gang Related : Tio Gordo (Emilio Rivera)
- 2015 : Fargo : Bear Gerhardt (Angus Sampson) (saison 2)
- 2016-2017 : Incorporated : Semo (Pedro Miguel Arce) (6 épisodes)
- 2016-2019 : Silicon Valley : Hoover (Chris Williams) (20 épisodes)
- 2016-2022 : This Is Us : Toby Damon (Chris Sullivan) (106 épisodes)
- 2017-2024 : SEAL Team  : le second maître Sonny Quinn (A. J. Buckley) (114 épisodes)
- 2018 : Preacher : Jody (Jeremy Childs) (saison 3)
- 2018 : La Folle Aventure des Durrell : Dragan (Goran Navojec) (saison 3, épisode 8)
- 2019 : His Dark Materials : À la croisée des mondes : John Faa, le roi des gitans (Lucian Msamati (en)) (saison 1)
- 2019 : Brigada Costa del Sol (es) : Roque Velarde (Joaquín Nuñez) (6 épisodes)
- 2019 : Too Old to Die Young : Melvin « Red » Redmond (Chris Coppola) (mini-série)
- 2019 : Mr. Mercedes : Don Fenton (Dennis Bailey) (saison 3, épisodes 5 et 6)
- 2019-2020 : Crash Landing on You : Hong Chang-sik (Go Gyu-pil) (15 épisodes)
- 2019-2020 : NOS4A2 : Bing Partridge (Ólafur Darri Ólafsson) (20 épisodes)
- 2019-2021 : Mayans M.C. : Oscar « El Oso » Ramos (Ivo Nandi) (8 épisodes)
- 2020 : The Mandalorian : Gor Koresh (John Leguizamo) (saison 2, épisode 1)
- 2020 : Les Meurtres de Valhalla : Viðar (Gunnar Jónsson) (3 épisodes)
- 2020 : Little Fires Everywhere : Lou (Colby French) (mini-série)
- 2021 : Colin en noir et blanc : ? (?) (mini-série)
- 2021 : Sermons de minuit : Joe Collie (Robert Longstreet) (mini-série)
- 2021 : Moi, Christiane F. : ? (?) (mini-série)
- 2021-2022 : Firebite (en) : Smokey (Greg Tait (en)) (6 épisodes)
- 2022 : Black Bird : ? (?) (mini-série)
- 2022 : Le Cabinet de curiosités de Guillermo del Toro : Guy Landon (Steve Agee) (saison 1, épisode 7)
- 2022 : Minx : Willy (Eric Edelstein (en)) (saison 1, épisodes 8 et 10)
- 2022 : Slow Horses : Jed Moody (Steven Waddington) (4 épisodes)
- 2022 : Hudson et Rex : Reptile Joey (K. Trevor Wilson) (saison 5, épisode 6)
- 2022 : Miss Scarlet, détective privée (en) : Enoch Lyndhurst (Paul Putner) (saison 3, épisodes 1 et 6)
- 2022-2023 : Our Flag Means Death : Petit John Feeney (Kristian Nairn) (16 épisodes)
- 2022-2025 : Bosch: Legacy : le sergent John « Mank » Mankiewicz (Scott Klace (en)) (12 épisodes)
- 2023 : The Rig : Colin Murchison (Stuart McQuarrie)
- 2023 : La Petite Fille sous la neige : ? (?) (mini-série)
- 2023 : La Cité invisible : ? (?) (saison 2)
- 2023 : Still Up (en) : l'homme aux chats (Rich Fulcher)
- 2023 : Berlin Bad Trip (de) : ? (?) (mini-série)
- 2023 : Good Omens : ? (?) (saison 2)
- 2023 : Thérapie, adapté du roman de Sebastian Fitzek (de) : Halberstaedt (Waldemar Kobus (de))
- 2023 : Toute la lumière que nous ne pouvons voir : Bastian (Bernd Hölscher (de)) (mini-série)
- 2023 : A Body That Works (en) : Felix Ben-Atar (Moris Cohen)
- depuis 2023 : Silo : l'adjoint Sam Marnes (Will Patton)
- 2024 : Sexy Beast (en) : l'inspecteur Dowd (James Barriscale (en)) (saison 1, épisode 3)
- 2024 : The Gentlemen : Geoff Seacombe (Vinnie Jones)
- 2024 : Fallout : Sorrel Booker (Glenn Fleshler (en))
- 2024 : Dans cette vie ou une autre (es) : Ramón (Pepo Suevos (gl)) (mini-série)
- 2024 : Heeramandi : Les Diamants de la cour : Zulfikar (Shekhar Suman (en))
- 2024 : Those About to Die : Tiones (Christopher Ward)
- 2024 : La Voix du lac : Bob Bauer (Pruitt Taylor Vince) (mini-série)
- 2024 : Bandits, bandits : Bittelig (Rune Temte)
- 2024 : Nightmares and Daydreams par Joko Anwar (en) : l'employé du bureau de poste (Jaisal Tanjung (id))
- 2024 : Kaos : Prométhée (Stephen Dillane)
- 2024 : The Sticky : Leonard Sr. (Guy Nadon)
- 2024 : The Day of the Jackal : Werner Leckner (Jack Doolan (en))
- 2025 : Gannibal : Kinji Gotō (Kōsuke Toyohara) (saison 2)

#### Séries d'animation
- 2001 : La Légende de Tarzan : Tublat
- 2005 : Basilisk : Jingoro Amayo
- 2005 : Juniper Lee : Thor
- 2006 : Les Quatre Fantastiques : Ben Grimm / la Chose
- 2006 : Skyland : Brigs (création de voix)
- 2006-2008 : Tom et Jerry Tales : l'oncle Pecos
- 2008 : Black Butler : Agni
- 2010 : Le Petit Prince : Marin (création de voix, épisode Planète du Ludokaa)
- 2010-2015 : Babar : Les Aventures de Badou : Babar (création de voix)
- 2011 : Les As de la jungle en direct : Miguel (création de voix)
- depuis 2014 : Les As de la jungle à la rescousse : Miguel (création de voix)
- 2015-2020 : Bugs ! Une production Looney Tunes : voix additionnelles
- 2017 : Raiponce, la série : Attila et le capitaine de la Garde[n 4]
- 2017-2024 : Wakfu : Poo (saisons 3 et 4), le Nécrome Sram, le roi d'Emelka et le bâtisseur (création de voix)
- 2019 : Demon Slayer: Kimetsu no Yaiba : le démon aux mains, Teoni et voix additionnelles
- depuis 2019 : American Dad! : le principal Lewis (2e voix, depuis la saison 16[n 5])
- 2020 : Mages et Sorciers : Les Contes d'Arcadia : Messire Galaad[n 6]
- 2020-2023 : Looney Tunes Cartoons : voix additionnelles
- 2021 : À découper suivant les pointillés : le père d'Alice 2 (saison 1, épisode 6)
- 2022 : Zootopie+ (en) : Stuart Hopps (mini-série)
- 2023 : Invincible : voix additionnelles (saison 2)
- 2023 : Les Plus Belles Histoires de Quentin Blake : Hans, oncle Cosmo, Édouard, Sire Thomas Picvert[n 7] et Ernest
- 2024 : X-Men ’97 : Henry « Hank » McCoy / le Fauve

### Livres audio
- 2018 : Rendez-vous avec Rama, Rama II, Les Jardins de Rama, et Rama révélé, publiés par Audible Studio.

### Jeux vidéo
- 2006 : Kingdom Hearts 2 : Auron
- 2006 : Gothic 3 : voix additionnelles
- 2010 : Spider-Man : Dimensions : Hammerhead
- 2010 : Transformers : La Guerre pour Cybertron : Ironhide et voix additionnelles
- 2011 : Transformers 3 : La Face cachée de la Lune : Ironhide, Lockdown (Wii/NDS) et voix additionnelles
- 2013 : Call of Duty: Ghosts : le capitaine Archer
- 2014 : Far Cry 4 : voix additionnelles
- 2015 : Lego Jurassic World : Pr Alan Grant
- 2017 : Overwatch : Colonel Balderich von Adler (dans le court-métrage Honneur et gloire)
- 2017 : La Terre du Milieu : L'Ombre de la guerre : voix additionnelles
- 2018 : Assassin's Creed Odyssey : Barnabas
- 2019 : Star Wars Jedi: Fallen Order : voix additionnelles
- 2020 : Final Fantasy VII Remake : Chocobo Sam
- 2020 : Ghost of Tsushima : Khotun Khan
- 2021 : New World : divers personnages
- 2022 : Horizon Forbidden West : voix additionnelles
- 2022 : Cookie Run: Kingdom : Cookie Chevalier Ceylan
- 2022 : Mario + The Lapins Crétins: Sparks of Hope : Capitaine Orion
- 2023 : Diablo IV : Donan
- 2023 : Marvel's Spider-Man 2 : Venom[n 8]
- 2023 : Bluey, le jeu vidéo (en) : Mort
- 2023 : Avatar: Frontiers of Pandora : voix additionnelles
- 2024 : Final Fantasy VII Rebirth : voix additionnelles
- 2024 : Star Wars Outlaws : ?
- 2024 : Dragon Age: The Veilguard : voix additionnelles
- 2024 : Dead Rising Deluxe Remaster : Cliff Hudson
- 2025 : Monster Hunter Wilds : Yabran
- 2025 : Assassin's Creed Shadows : ?